# Terceiro Grande Despertamento
O Terceiro Grande Despertar (português brasileiro) ou Terceiro Grande Despertamento (português europeu) foi um período de atividade religiosa na história americana do final de 1850 até 1900. Ele influenciou denominações protestantes pietistas e teve um forte senso de ativismo social. Ele acumulou força da teologia pós-milenarista que a segunda volta de Cristo deve vir após a humanidade reformar toda a terra. O Movimento do Evangelho Social ganhou sua força do Despertamento, assim como o movimento missionário mundial. Novos grupos emergiram, como o Movimento de Santidade e movimentos do Nazareno, e Ciência Cristã.

## O Movimento Pentecostal
Seguinte o Avivamento de Gales, avivamentos ocorrem através dos Estados Unidos, em particular Avivamento da Rua Azusa em 1906 em Los Angeles, Califórnia.